# Infinity Blade 2
Infinity Blade 2 — ролевая экшн-игра, сиквел игры Infinity Blade, выпущенная компанией Chair Entertainment совместно с Epic Games. Данная игра была создана как эксклюзив для платформы iOS, причем не на всех устройствах Apple. Это связано с тем, то что игра создана на движке Unreal Engine 3, который не поддерживается на устаревших гаджетах. Первое обновление до версии 1.0.1 было 4 декабря 2011 года. Впервые игра была представлена на презентации нового iPhone 4S как эксклюзив, показывающий все возможности данного продукта. Была выпущена 1 декабря 2011 года.
10 декабря 2018 года игра была удалена из AppStore из-за трудностей с дальнейшей поддержкой игры.

## Сюжет
Сюжет Infinity Blade 2 является продолжением Infinity Blade. Молодой воин Сирис путешествует с Клинком Бесконечности (собственно, Infinity Blade) — единственным в мире оружием, способным убивать бессмертных, который он отобрал у Царя-Бога в первой части игры. Сирис хочет свергнуть тиранию бессмертных, для чего ему нужно узнать местоположение Хранителя Тайн, создателя Клинка Бесконечности и древнего врага бессмертных. С ним также путешествует его подруга, о которой мало что говорится в игре, по имени Иса. Дорога приводит их к информационному дилеру, Сайдхи, которая любит поединки. Если Сирис одолеет её чемпионов, то она ответит на любой его вопрос. Сирис побеждает в дуэлях, но, ответив на вопрос о местонахождении Хранителя Тайн, Сайдхи пытается убить его, так как она и сама является бессмертной, а Хранитель их враг, однако Сирису удается победить и её. Затем, найдя постамент с нишей, повторяющей форму Клинка Бесконечности, Сирис вставляет его туда. Постамент уходит под землю, и вдруг появляется Царь-Бог, убитый некогда Сирисом. Враг вернулся к жизни, поскольку является бессмертным. Отобрав у Сириса свой меч, Царь-Бог попытался его убить, но Иса, появившись на крыше близлежащего дома, сама убивает Сириса выстрелом из арбалета. Неожиданно, герой оживает в неизвестном месте и осознаёт, что он сам является бессмертным (подробнее обо всём этом рассказывается в книге Infinity Blade: Awakening, в игре же это просто пролог).
После своего воскрешения Сирис отправляется в Склеп Слёз в Сарантии — цитадель, на которую ему указала Сайдхи. Он знает что в замке, в тюрьме, заточен некий Хранитель Тайн, который может помочь ему избавится от тирании Бессмертных. Поднявшись на вершину башни склепа, Сирис встречает там Тейна — владельца крепости и главу одного из домов бессмертных. Сирис одерживает победу, но поверженный Тейн говорит, что смертному не под силу открыть темницу. Сирис дотрагивается до печати и умирает, но возрождается вновь. Теперь ему предстоят сражения с тремя кровостражами (англ. Blood Sentinels), каждый из которых охраняет запирающую темницу печать. Во время сражения с первым кровостражем, Архивистом, происходит диалог, в котором Архивист говорит, что узнал в Сирисе некого Осара. Победив кровостражей, Сирис возвращается на вершину башни и вновь встречает там Тейна. Сирис восклицает, что уже убивал Тейна, на что тот замечает, что и Сирис умер у него на глазах. Также, Тейн говорит, что если Сирис хочет освободить Хранителя, чтобы познать его тайны, то он ещё больший дурак, чем Тейн предполагал. Победив его повторно, Сирис спускается в тюрьму под башней и видит Хранителя. Раненый Тейн прыгает в темницу за игроком, они вновь начинают сражаться, но Хранитель вмешивается в бой и убивает Тейна навсегда, показав свою силу уничтожения бессмертных. Хранитель говорит Сирису, что тот когда-то был его другом, бессмертным Осаром, но, видимо, потерял память. Также Хранитель объясняет, что, чтобы освободить его, нужно, чтобы другой бессмертный занял его место, и предлагает привести в темницу Райдриара (настоящее имя Царя-Бога), но при этом необходимо, чтобы тот был жив.
Сирис возвращается в поместье Сайдхи, где в начале игры он встретился с Царём-Богом. Там он стучит в колокол, призывая Рейдриара показаться. Тот появляется вместе со своими слугами перед героем и начинается битва, в результате которой Царь-Бог проиграл, и Сирис, выхватив у него Клинок Бесконечности, оглушил его ударом рукояти. Герой доставляет противника в замок, к Хранителю, но Хранитель обманывает его и завладевает Клинком Бесконечности. После Хранитель рассказывает, что именно Осар (Сирис) и посадил его в эту тюрьму, запирает героя и Царя-Бога в тюрьме, где когда-то сидел сам и уходит…
В последнем кадре на подступах к замку появляется Иса.

## Игровой процесс
Игровой процесс мало чем отличается от первой части, но в игру добавили возможность два новых типа вооружения, меняющие стиль боя — двуручное оружие (с ним нельзя уклоняться от ударов, а вместо одного блока появляется три разных, которые используются в зависимости от направления удара врага) и парное оружие (с парным оружием пропадает возможность блокировать атаки, но появляется третье направление для уклонения). При желании можно оставить классическое вооружение (меч и щит). Также в игру добавлена возможность использования драгоценных камней, которые при вставке в экипировку дают различные эффекты.
- Весь игровой процесс прямолинейный и идёт кругами — возрождениями (Rebirth). По завершении возрождения (герой умирает или проходит сюжетную линию) игра начинается заново, но с сохранением предметов, денег и опыта.
- Любой бой можно переиграть, кроме битв с боссами: если игрок умер сражаясь с кровостражем, то он возрождается и начинает свой путь заново.
- Управление игры происходит с помощью свайпов и кнопок.
- Свайп — проведение пальцем по экрану. Каждый свайп наносит разные удары: (Сверху, снизу, справа, слева и по диагоналям)
- В игре предусмотрено три типа защиты от врагов. Первый — уклонение от удара, второй — блокирование удара, третий — отражение удара оружием героя с помощью свайпа.

Также в игре существуют четыре типа врагов.
- Первый тип — обычные (regular), а второй — большие (large) противники. Различаются они размером, а также тем, что у больших врагов больше ударов пробивающих блок. И те, и те подразделяются на четыре подтипа:
  - с мечом и щитом — самые обычные и сбалансированные противники, но не стоит их недооценивать: к их числу относятся Тейн и Рейдриар;
  - с двумя мечами — наносят много несильных ударов, что быстро ломает щит, также из-за обилия акробатических приёмов сложнее предугадать направление удара и, соответственно, уклониться или парировать его, к их числу относятся Архивист и Рит;
  - с двуручным мечом — часто применяют всевозможные пинки ногами, которые нельзя парировать и от которых сложно уклониться;
  - с посохом — сочетание акробатики и тяжёлых ударов оружием, к их числу относится Сайдхи.
- Третий тип — гиганты (giants). У гигантов одно двуручное оружие, которым они бьют медленнее остальных, но наносят очень много повреждений. К их числу относится Каменный Демон.
- Четвёртый — монстры(monstrosity), которые достигают громадных размеров. Их удары невозможно отражать, без специального оружия. Также, они могут попытаться проглотить героя, в этом случае надо быстро тапать по экрану (тап — быстрое касание экрана), пытаясь разжать его челюсти, иначе случае смерть неизбежна. К числу монстров относится Голиаф М-Экс. Также, на арене из клетки всегда выходит монстр.

## Отзывы
| Сводный рейтинг | Сводный рейтинг |
| Агрегатор       | Оценка          |
| --------------- | --------------- |
| GameRankings    | 92,00 %         |